# Christophe Lemaitre
Christophe Alexandre Christian Lemaitre (Annecy, 11 giugno 1990) è un velocista francese.
Nel 2010 è diventato il primo atleta bianco capace di scendere sotto i 10 secondi nei 100 metri piani in una competizione ufficiale (9"97 a Rieti). Per sette anni è rimasto l'unico atleta bianco a riuscire nell'impresa, prima di essere raggiunto da Ramil Guliyev nel 2017. Lemaitre ha corso sotto i 10 secondi nei 100 m piani in sette occasioni: tre volte nel 2010 e quattro volte nel 2011. Ha vinto una medaglia di bronzo nella staffetta 4×100 metri ai Giochi olimpici di Londra 2012 e nei 200 metri piani ai Giochi olimpici di Rio de Janeiro 2016.
All'età di 20 anni, Lemaitre ha vinto i 100 metri, i 200 metri e la staffetta 4×100 metri ai campionati europei di Barcellona 2010, diventando il primo velocista francese ad aggiudicarsi contemporaneamente i tre titoli. È stato il più veloce sprinter europeo nei 100 e 200 metri nel 2010 e ha vinto una medaglia di bronzo nei 200 metri ai Mondiali di Taegu 2011, stabilendo nell'occasione il record nazionale della specialità con il tempo di 19"80. Con il tempo di 9"92, stabilito nel 2011 ad Albi, Lemaitre è uno dei tre francesi (assieme a Jimmy Vicaut e Ronald Pognon) ad aver infranto la barriera dei 10 secondi nei 100 metri nelle competizioni outdoor.

## Biografia

### Gioventù
Con genitori francesi e nonni materni italiani, Lemaitre nasce ad Annecy l'11 giugno 1990 e cresce nel paese di Culoz, dove gioca a pallamano, rugby e calcio, prima di scoprire il suo talento nella corsa veloce . Nel 2005, all'età di 15 anni, durante la competizione nazionale di atletica leggera, Lemaitre corre i 50 metri più veloci del paese. Un mese dopo il suo sedicesimo compleanno, nel 2006, e meno di un anno dopo essersi unito ad un club di atletica ad Aix-les-Bains, Lemaitre corre i 100 metri in 10"96 secondi. Il suo record personale migliora fino a 10"53 nel 2007.

### 2008-2009: i trionfi a livello juniores
La prima vittoria di prestigio in campo internazionale avviene ai Mondiali juniores di Bydgoszcz; qui dapprima ottiene la qualificazione per la finale dei 200 m piani con il tempo di 20"88 (vento -0,3 m/s) e successivamente vince la medaglia d'oro in 20"83 (vento -0,9 m/s).
Nel 2009 migliora ulteriormente i suoi primati: il 6 giugno a un meeting di Ginevra corre i 200 metri in 20"68 (vento +1,9 m/s), mentre nel corso dei campionati giovanili francesi, stabilisce il nuovo record nazionale juniores dei 100 metri trionfando su tutti gli avversari con un eccellente 10"17 (vento +1,2 m/s), tempo che rappresenta la sesta miglior prestazione europea juniores di sempre.
Agli europei juniores di Novi Sad, il 24 luglio vince in 10"04 (vento +0,2 m/s) (nuovo record europeo juniores) tempo che gli vale il 2º posto nella classifica stagionale juniores (4º in quella di sempre) e il 25º in quella seniores.
Ai mondiali di Berlino 2009 si cimenta nei 100 m piani; il 15 agosto supera le batterie con il tempo di 10"23 (vento -0,8 m/s), ma ai quarti di finale viene eliminato per falsa partenza, il terzo tempo della batteria (il minimo occorrente per passare al turno successivo) viene registrato dal giapponese Naoki Tsukahara con 10"15 (vento +0,4 m/s), mentre il quarto tempo dello zambiano Gerald Phiri, ripescato essendo il miglior tempo degli atleti inizialmente esclusi, è di 10"16, entrambi i tempi si erano dimostrati alla portata del francese.

### 2010: tre ori agli europei di Barcellona
Il 10 giugno 2010 corre al Golden Gala di Roma i 100 m piani in 10"09 (vento +0,6 m/s) dietro soltanto ad Asafa Powell (9"82), in seguito a questa prestazione si ipotizza che potrà essere il primo atleta non nero ad abbattere il muro dei 10 secondi.

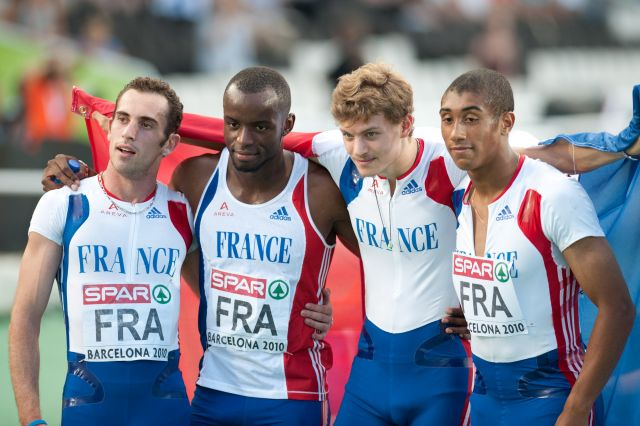
Lemaitre (il secondo da destra) con i compagni di staffetta agli Europei del 2010

Il 9 luglio, a soli venti anni, diviene il primo "bianco" capace di correre i 100 m piani in meno di 10 secondi, riuscendo nell'impresa nel corso dei campionati nazionali svoltisi a Valence facendo registrare un tempo di 9"98, due centesimi in meno della prestazione del polacco Marian Woronin realizzata nel 1984. Con questa prestazione Lemaitre stabilisce inoltre il record nazionale di specialità, migliorando di un centesimo il 9"99 corso da Ronald Pognon a Losanna nel 2005. Il 10 luglio vince i 200 metri segnando il primato personale con 20"16 ed eguagliando il record nazionale.
Il 16 luglio al Meeting Areva di Saint-Denis chiude solo in quinta posizione la gara dei 100 metri con il tempo di 10"09 ma con un vento contrario di 0,3 m/s. Il 28 luglio ai Campionati europei di Barcellona, dopo una semifinale corsa in 10"07 (vento -1,2 m/s) vince la medaglia d'oro nei 100 m con il tempo di 10"11 (vento -1,0 m/s), precedendo il britannico Mark Lewis-Francis ed il connazionale Martial Mbandjock (entrambi con 10"18); erano 28 anni che non vinceva un bianco agli europei e addirittura 48 che non vinceva un francese. Due giorni dopo concede il bis con l'oro nei 200 metri col tempo di 20"37 (vento -0,8 m/s), precedendo il britannico Christian Malcolm (20"38) e un'altra volta il connazionale Martial Mbandjock (20"42). Infine, durante l'ultima giornata della rassegna continentale, conquista il suo terzo titolo vincendo con la staffetta francese, composta anche da Jimmy Vicaut, Pierre-Alexis Pessonneaux e Martial Mbandjock, la prova della 4×100 metri con il tempo di 38"11.
Il 29 agosto dello stesso anno, in occasione del Rieti Meeting, Lemaitre in semifinale eguaglia il proprio personale sui 100 m piani con un vento a favore di 1,1 m/s e di conseguenza il record nazionale transalpino sulla distanza. In finale, prendendo parte alla gara più veloce mai corsa in Italia, lo abbassa ulteriormente, portandolo a 9"97 (+0,9 m/s) e confermando di essere uno dei pochi atleti bianchi a potersi esprimere ad alti livelli nella disciplina "regina" dell'atletica leggera.

### 2011: bronzo agli europei indoor e medaglie ai mondiali di Taegu

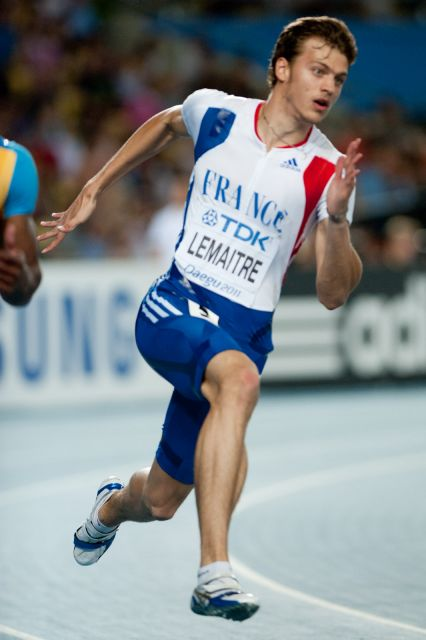
Christophe Lemaitre impegnato nella semifinale dei 200 m ai Mondiali di Taegu 2011

Nel 2011 Lemaitre comincia ad alti livelli agli europei indoor svolti a Parigi chiudendo in terza posizione i 60 metri piani con 6"58 dietro a Francis Obikwelu (6"53) e Dwain Chambers (6"54).
Debutta nella stagione all'aperto il 26 maggio al Golden Gala di Roma, correndo i 100 metri in 10 secondi netti (vento +0,6 m/s), dietro ad Asafa Powell (9"93) e Usain Bolt (9"91). Ritocca poi il proprio primato personale per tre volte: nella prima occasione scendendo a 9"96 durante un meeting in terra transalpina a Montreuil il 7 giugno, mentre a Stoccolma in occasione degli Europei a squadre il 18 giugno e a Losanna il 30 giugno durante il meeting Athletissima ferma il cronometro a 9"95 (con vento +1,0 m/s in entrambe le occasioni).
Lemaitre dimostra una buona forma anche nei 200 metri al Meeting Areva di Saint-Denis segnando 20"21 (a soli 5 centesimi dal suo primato personale) con un vento contrario di 0,6 m/s, dietro a Usain Bolt che chiude in 20"03. Il 22 luglio, al meeting Herculis di Monaco segna un più modesto 10"03 sui 100 metri (vento +1,0 m/s).
Il 29 luglio, ad Albi, migliora nuovamente il record francese nel corso dei campionati nazionali; lo sprinter vince la gara in 9"92 con un vento al limite di 2,0 m/s, abbassando di tre centesimi il precedente primato, da lui stesso realizzato.
Il 28 agosto ai Campionati del mondo di Taegu 2011 chiude quarto col tempo di 10"19 (vento -1,4 m/s) nella finale dei 100 metri piani vinta dal giamaicano Yohan Blake (9"92) in seguito alla squalifica per falsa partenza del favorito Usain Bolt. Il 3 settembre conquista con il tempo di 19"80 (record nazionale) il bronzo nei 200 metri piani, dietro a Walter Dix (19"70) e Usain Bolt (19"40), registrando il tempo più basso di un atleta terzo classificato, eguagliando il tempo di Ato Boldon ad Atlanta che corse dietro a Michael Johnson (19"32) e Frank Fredericks (19"68).,
Il 4 settembre vince l'argento nella staffetta 4×100 metri con il tempo di 38"20, dietro alla Giamaica, che stabilisce il nuovo record mondiale in 37"04.

### 2016: bronzo nei 200 m alle Olimpiadi di Rio
Nel 2016 Lemaitre ottiene la qualificazione per i Giochi olimpici di Rio de Janeiro, sia nei 100 che nei 200 metri. Il 15 agosto viene eliminato nella semifinale dei 100 m, giungendo terzo nella sua semifinale dietro a Justin Gatlin e Yohan Blake col tempo di 10"07.
Il 19 agosto disputa la finale dei 200 m in cui giunge al terzo posto in 20"12, vincendo così la medaglia di bronzo preceduto dal giamaicano Usain Bolt e dal canadese Andre De Grasse.

## Record nazionali

### Seniores
- 200 metri piani: 19"80 ( Taegu, 3 settembre 2011)
- Staffetta 4×200 metri: 1'20"66 ( Nassau, 24 maggio 2014) (Christophe Lemaitre, Yannick Fonsat, Ben Bassaw, Ken Romain)

## Progressione

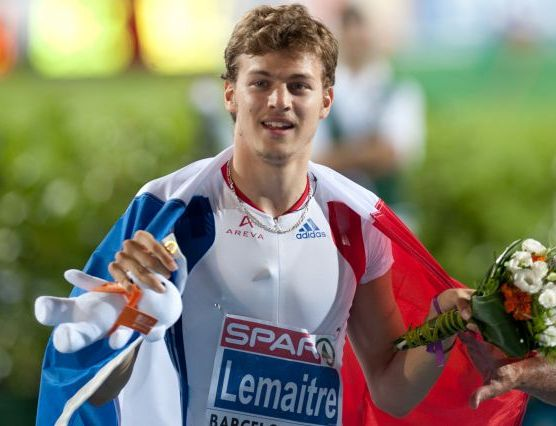
Christophe Lemaitre dopo la vittoria dei 100 m piani agli Europei 2010

### 100 metri piani
| Stagione | Tempo | Luogo             | Data      | Rank. Mond. |
| -------- | ----- | ----------------- | --------- | ----------- |
| 2021     | 10"48 | Kladno            | 15-6-2021 |             |
| 2020     | 10"38 | Turku             | 11-8-2020 |             |
| 2019     | 10"27 | Bulle             | 7-7-2019  |             |
| 2018     | 10"17 | Montreuil         | 19-6-2018 |             |
| 2017     | 10"18 | Montreuil         | 1-6-2017  | 95º         |
| 2016     | 10"07 | Rio de Janeiro    | 14-8-2016 | 55º         |
| 2015     | 10"07 | Villeneuve-d'Ascq | 11-7-2015 | 49º         |
| 2014     | 10"10 | Zurigo            | 13-8-2014 | 47º         |
| 2013     | 10"00 | Mosca             | 11-8-2013 | 15º         |
| 2012     | 10"04 | Roma              | 31-5-2012 | 29º         |
| 2011     | 9"92  | Albi              | 29-7-2011 | 11º         |
| 2010     | 9"97  | Rieti             | 29-8-2010 | 11º         |
| 2009     | 10"04 | Novi Sad          | 24-7-2009 | 25º         |
| 2008     | 10"26 | Albi              | 25-7-2008 | 116º        |
| 2007     | 10"53 | Narbona           | 27-7-2007 | 588º        |
| 2006     | 10"96 | Dreux             | 14-7-2006 | 3 066º      |

### 200 metri piani
| Stagione | Tempo | Luogo            | Data      | Rank. Mond. |
| -------- | ----- | ---------------- | --------- | ----------- |
| 2021     | 20"54 | La Roche-sur-Yon | 3-9-2021  |             |
| 2020     | 20"65 | Zurigo           | 9-7-2020  |             |
| 2019     | 20"40 | Parigi           | 24-8-2019 |             |
| 2018     | 20"19 | Ostrava          | 13-6-2018 |             |
| 2017     | 20"21 | Bruxelles        | 1-9-2017  |             |
| 2016     | 20"01 | Rio de Janeiro   | 17-8-2016 | 8º          |
| 2015     | 20"21 | Oslo             | 11-6-2015 | 33º         |
| 2014     | 20"08 | Monaco           | 18-7-2014 | 10º         |
| 2013     | 20"07 | Saint-Denis      | 6-7-2013  | 9º          |
| 2012     | 19"91 | Londra           | 14-7-2012 | 8º          |
| 2011     | 19"80 | Taegu            | 3-9-2011  | 4º          |
| 2010     | 20"16 | Valence          | 10-7-2010 | 12º         |
| 2009     | 20"68 | Ginevra          | 6-6-2009  | 114º        |
| 2008     | 20"83 | Bydgoszcz        | 11-7-2008 | 183º        |
| 2007     | 21"08 | Aix-en-Provence  | 30-9-2007 | 371º        |

## Palmarès

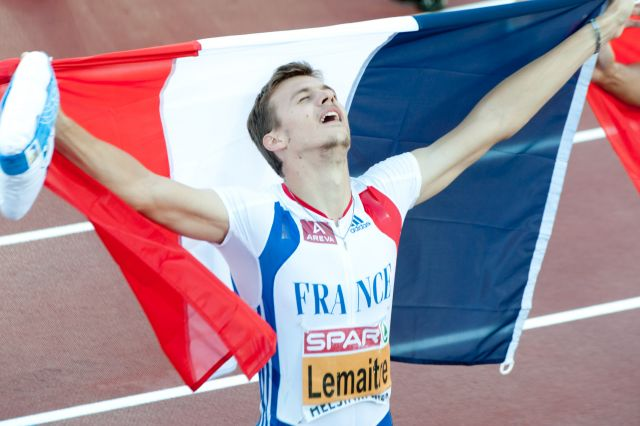
Christophe Lemaitre festeggia l'oro sui 100 m vinto agli Europei di

| Anno | Manifestazione  | Sede           | Evento      | Risultato        | Prestazione | Note                                     |
| ---- | --------------- | -------------- | ----------- | ---------------- | ----------- | ---------------------------------------- |
| 2007 | Mondiali U18    | Ostrava        | 100 m piani | 4º               | 10"67       |                                          |
| 2007 | Mondiali U18    | Ostrava        | 200 m piani | 5º               | 21"15       | Miglior prestazione personale            |
| 2008 | Mondiali U20    | Bydgoszcz      | 200 m piani | Oro              | 20"83       | Miglior prestazione personale            |
| 2009 | Europei indoor  | Torino         | 60 m piani  | Semifinale       | 6"72        |                                          |
| 2009 | Europei U20     | Novi Sad       | 100 m piani | Oro              | 10"04       | Miglior prestazione personale            |
| 2009 | Mondiali        | Berlino        | 100 m piani | Quarti di finale | dq          |                                          |
| 2009 | Mondiali        | Berlino        | 4×100 m     | 8º               | 39"21       |                                          |
| 2010 | Europei         | Barcellona     | 100 m piani | Oro              | 10"11       |                                          |
| 2010 | Europei         | Barcellona     | 200 m piani | Oro              | 20"37       |                                          |
| 2010 | Europei         | Barcellona     | 4×100 m     | Oro              | 38"11       |                                          |
| 2011 | Europei indoor  | Parigi         | 60 m piani  | Bronzo           | 6"58        |                                          |
| 2011 | Mondiali        | Taegu          | 100 m piani | 4º               | 10"19       |                                          |
| 2011 | Mondiali        | Taegu          | 200 m piani | Bronzo           | 19"80       |                                          |
| 2011 | Mondiali        | Taegu          | 4×100 m     | Argento          | 38"20       | Miglior prestazione personale stagionale |
| 2012 | Europei         | Helsinki       | 100 m piani | Oro              | 10"09       |                                          |
| 2012 | Europei         | Helsinki       | 4×100 m     | Bronzo           | 38"46       |                                          |
| 2012 | Giochi olimpici | Londra         | 200 m piani | 6º               | 20"19       |                                          |
| 2012 | Giochi olimpici | Londra         | 4×100 m     | Bronzo           | 38"16       |                                          |
| 2013 | Mondiali        | Mosca          | 100 m piani | 7º               | 10"06       |                                          |
| 2014 | World Relays    | Nassau         | 4×100 m     | Finale           | dns         |                                          |
| 2014 | World Relays    | Nassau         | 4×200 m     | Bronzo           | 1'20"66     | Record europeo                           |
| 2014 | Europei         | Zurigo         | 100 m piani | Argento          | 10"13       |                                          |
| 2014 | Europei         | Zurigo         | 200 m piani | Argento          | 20"15       |                                          |
| 2014 | Europei         | Zurigo         | 4×100 m     | Bronzo           | 38"47       |                                          |
| 2015 | World Relays    | Nassau         | 4×100 m     | 5º               | 38"81       |                                          |
| 2015 | World Relays    | Nassau         | 4×200 m     | Argento          | 1'21"49     |                                          |
| 2015 | Mondiali        | Pechino        | 100 m piani | Semifinale       | 10"20       |                                          |
| 2015 | Mondiali        | Pechino        | 200 m piani | Semifinale       | 20"34       |                                          |
| 2015 | Mondiali        | Pechino        | 4×100 m     | 5º               | 38"23       |                                          |
| 2016 | Giochi olimpici | Rio de Janeiro | 100 m piani | Semifinale       | 10"07       | Miglior prestazione personale stagionale |
| 2016 | Giochi olimpici | Rio de Janeiro | 200 m piani | Bronzo           | 20"12       |                                          |
| 2017 | Mondiali        | Londra         | 200 m piani | Semifinale       | 20"30       |                                          |
| 2017 | Mondiali        | Londra         | 4×100 m     | 5º               | 38"48       |                                          |
| 2019 | Mondiali        | Doha           | 4×100 m     | Finale           | dnf         |                                          |

## Campionati nazionali
- 4 volte campione nazionale dei 100 metri piani (2010, 2011, 2012, 2014)
- 6 volte campione nazionale dei 200 metri piani (2010, 2011, 2012, 2013, 2014, 2015)
- 6 volte campione nazionale indoor dei 60 metri piani (2010, 2011, 2012, 2014, 2015, 2016)
- 1 volta campione nazionale indoor dei 200 metri piani (2016)

## Altre competizioni internazionali
2010
- Argento nella Super League degli Europei a squadre ( Bergen), 100 m piani - 10"02
- Oro in Coppa continentale ( Spalato), 100 m piani - 10"06

2011
- Oro nella Super League degli Europei a squadre ( Stoccolma), 100 m piani - 9"95
- Oro nella Super League degli Europei a squadre ( Stoccolma), 200 m piani - 20"28
- Argento nella Super League degli Europei a squadre ( Stoccolma), 4×100 m - 38"71
- Oro al DécaNation ( Nizza), 100 m piani - 10"12

2014
- 5º in Coppa continentale ( Marrakech), 100 m piani - 10"13
- 4º in Coppa continentale ( Marrakech), 200 m piani - 20"28

2017
- Argento al Golden Gala Pietro Mennea ( Roma), 200 m piani - 20"29
- Oro al DécaNation ( Parigi), 200 m piani - 20"36

## Riconoscimenti
- Atleta europeo dell'anno (2010)
- Atleta europeo emergente dell'anno (2009)